# Riccardo Magherini
Riccardo Magherini (Asmara, 3 gennaio 1958) è un attore, regista, drammaturgo e scenografo italiano.

## Biografia
Inizia la sua carriera artistica nel 1976 entrando nella Scuola d'arte drammatica "Paolo Grassi", diplomandosi nel 1979.
Fin dal 1977 incomincia a confrontarsi con il teatro convenzionale e istituzionale, con quello delle compagnie autogestite e di ricerca e con il teatroragazzi.
Studia inoltre Commedia dell'Arte con Gian Campi, Renzo Fabris e Ferruccio Soleri: è questo l'ambito in cui ha raggiunto il maggior livello di specializzazione, sia come attore sia come drammaturgo e perfino come mascheraio e costumista.
Fino al 2002 si dedica all'attività teatrale soprattutto come attore, lavorando con Giorgio Strehler, Walter Pagliaro, Marina Spreafico, Guido De Monticelli, Giampiero Solari, Antonio Sixti, facendo parte della prestigiosa compagnia del "Piccolo Teatro di Milano" e poi dei gruppi teatrali "Gruppo della Rocca", "Teatro di Porta Romana", "Teatro Litta" e "Teatro Arsenale".
Dal 1987 è membro fisso del Teatro Arsenale di Milano, lavorando in qualità di attore e regista.
Anche presso il Teatro Arsenale continua le sue collaborazioni come scenografo.
Ha all'attivo alcune regie, nonché è autore di alcune pièce: tra queste ricordiamo Gipangkiko, Tofano Innamorato, Casi, Pulp - le ultime ore di Buk Cinaski (per lo più adattamenti teatrali tratti da opere letterarie).
Dal 1990 avvia la sua carriera cinematografica e televisiva, lavorando per Maurizio Nichetti, Silvio Soldini, Ugo Gregoretti, Fosco Gasperi e Fausto Pisani. Dal 1990 insegna tecniche di costruzione delle maschere e tiene seminari sulla Commedia Dell'Arte e le sue maschere in Italia ed in Irlanda. 
In televisione è principalmente noto per il ruolo della guardia notturna dell'azienda Vittorio Ubbiali nella sitcom Mediaset Camera Café.
A partire dal 1991 avvia anche la sua attività di pedagogo, insegnando recitazione.

## Teatrografia parziale
- Kaddish, dall'omonimo poema di Allen Ginsberg, regia di Annig Raimondi (1997-1998)
- Lucifero, di Joost van den Vondel, regia di Antonio Syxty (1998-1999)
- Intrigo e amore, di Friedrich Schiller, regia di Antonio Syxty (1999-2000)
- Arlecchino servitore di due padroni, di Carlo Goldoni, regia di Giorgio Strehler (2000-2001)
- Pulp, di Riccardo Magherini, regia di Riccardo Magherini (2002-2003)
- Le mani sporche, di Jean-Paul Sartre, regia di Annig Raimondi (2003-2004)
- Due dozzine di rose scarlatte, di Aldo De Benedetti. regia di Marina Spreafico (2003-2004)
- Fate lascive, regia di Riccardo Magherini (2004-2005)
- Il diavolo e il buon Dio, di Jean-Paul Sartre, regia di Annig Raimondi (2004-2005)
- Venere e Adone, dall'omonimo poema di William Shakespeare, regia di Riccardo Magherini (2005-2006)

## Filmografia parziale

### Cinema
- Ladri di saponette, regia di Maurizio Nichetti (1988)
- La fine della notte, regia di Davide Ferrario (1989)
- L'aria serena dell'ovest, regia di Silvio Soldini (1990)
- Volere volare, regia di Maurizio Nichetti (1991)
- Stefano Quantestorie, regia di Maurizio Nichetti (1992)
- Veleno, regia di Bruno Bigoni (1992)
- Etruscopoli, regia di Raul Manso (1992)
- L'ex dura lex, regia di Fausto Pisani - cortometraggio (1996)

### Televisione
- Felicità... dove sei - serial TV (1985-1986)
- Casa Vianello - serie TV, episodio 7x19 (1999)
- Finalmente soli - serie TV (2003)
- Camera Café - serie TV, 159 episodi (2003-2017)
- I Cesaroni - serie TV, episodio 2x15 (2008)